# Galebovi
Galebi, često i galebovi, (lat. Laridae) su porodica ptica iz reda močvarica.
Neki autori svrstavaju pomornike (Stercorariidae) i čigre (Sternidae) u ovu porodicu.
Porodica obuhvaća u užem obujmu 6 rodova i oko 55 vrsta, koje gotovo sve spadaju u rod Larus.

## Izgled
Galebi su svojom veličinom od oko 30 do 80 cm veliki kao golubovi pa skoro kao orlovi. Imaju relativno uska, šiljasta krila i snažne, vitke kljunove s malo prema dole savijenim gornjim kljunom. Tri prema naprijed okrenuta prsta povezana su plivaćom kožicom, dok je četvrti vrlo kratak i okrenut prema natrag, a neke vrste ga uopće nemaju.
Boja perja im je uglavnom bijelo siva, često crna na glavi, leđima i na krilima. Spolovi su jednakih boja, a mužjaci su nešto krupniji. Kod velikog broja vrsta mladunci su smeđe boje. Veće vrste trebaju četiri godine da u potpunosti dobiju perje boje odraslih ptica, dok je kod manjih vrsta za to potrebno dvije godine. Mnoge vrste imaju različito obojeno perje u vrijeme parenja i tijekom ostalog vremena. Vrste kod kojih se pojavljuje vjenčano ruho u obliku tamno obojenog perja na glavi, u preostalo vrijeme ga gube, a ostaju samo tamnije pjege na glavi i leđima.

## Rasprostranjenost
Galebovi žive gotovo u cijelom svijetu, a najveći broj vrsta je u umjerenim i hladnim klimatskim zonama obje zemljine polutke. U mnogim tropskim područjima se ne gnijezde. Tako nemaju gnjezdišta u Amazoniji u U Južnoj Americi, u području oko rijeke Kongo u Središnjoj Africi, u Indiji, Jugoistočnoj Aziji i na Novoj Gvineji. Neke vrste koje se gnijezde sjevernije, dolaze na obale u ova područja na prezimljavanje.

## Životni okoliš
Većina vrsta galebova živi uz obale mora. Neke vrste, kao na primjer riječni galeb (Larus ridibundus), gnijezde se dalje od morskih obala, prije svega uz veće vode. Samo rijetke vrste, kao troprsti galeb (Rissa tridactyla), žive veći dio godine na otvorenom moru. Druge vrste, na primjer srebrnasti galeb (Larus argentatus), postale su hemerofili pa naročito zimi nastanjuju smetišta u unutrašnjosti i na velikim rijekama.

## Ishrana i način života
Većina vrsta galeba su svežderi koji, već prema prilici, jedu živu hranu ili otpatke i strvinu. No ipak preteže životinjska hrana kao što su ribe, mekušci raci ili bodljikaši, a ponekad i mali glodavci. Velike vrste, kao na primjer Larus marinus, pljačkaju gnijezda drugih ptica, a uspijevaju čak uloviti i ptice do veličine patke, pri čemu su žrtve uglavnom bolesne životinje. Suprotno tome, manje vrste daju prednost kukcima i crvima.
Svoju potrebu za vodom galebi zadovoljavaju pijenjem morske vode, a višak soli iz nje izlučuju preko parnih žlijezda smještenih u kljunu.
Galebovi su izvanredni "jedriličari", naročito pri jakom vjetru. Hranu traže prije svega na obali, ali ponekad otimaju lovinu drugim pticama. Ako rone za hranom, zaranjaju samo glavom i dijelom tijela.
Mogu doživjeti oko 30 godina.

## Glasanje
Galebovi su prilično glasne ptice, što se još pojačava jer su društvene, pa se glasa više njih istovremeno. Svoje krikove najčešće puštaju u nizu, jedan za drugim.

## Razmnožavanje
Galebovi se gnijezde na tlu. Pojedine vrste su se specijalizirale za gniježdenje na liticama. Najčešće se gnijezde u kolonijama. U pravilu legu 2-4 jaja koja agresivno brane, i od ljudi. Na jajima na smjenu sjede oba roditelja 3-5 tjedana. Pilići mogu od samog valjenja trčati i plivati, no najčešće ostaju kao čučavci u gnijezdu a hrane ih oba roditelja. Najčešće trebaju 3-9 tjedana dok narastu da mogu letjeti, pri čemu manje vrste za to trebaju kraće vrijeme od velikih.

## Potporodice i rodovi
1. Anoinae
  1. Anous Stephens, 1826
  2. Procelsterna Lafresnaye, 1842
2. Gyginae
  1. Gygis Wagler, 1832
3. Larinae Vigors, 1825
  1. Chroicocephalus Eyton, 1836
  2. Creagrus Bonaparte, 1854
  3. Hydrocoloeus Kaup, 1829
  4. Ichthyaetus Kaup, 1829
  5. Larus Linnaeus, 1758
  6. Leucophaeus Bruch, 1853
  7. Pagophila Kaup, 1829
  8. Rhodostethia MacGillivray, 1842
  9. Rissa Stephens, 1826
  10. Xema Leach, 1819
4. Rynchopinae
  1. Rynchops
5. Sterninae Bonaparte, 1838
  1. Chlidonias Rafinesque, 1822
  2. Gelochelidon Brehm, 1830
  3. Hydroprogne Kaup, 1829
  4. Larosterna Blyth, 1852
  5. Onychoprion Wagler, 1832
  6. Phaetusa Wagler, 1832
  7. Sterna Linnaeus, 1758
  8. Sternula Boie, 1822
  9. Thalasseus Boie, 1822

## Drugi projekti
|  | Zajednički poslužitelj ima stranicu o temi Galebi |
|  | Wikivrste imaju podatke o taksonu Galebovima      |